# Ida May Schottenfels
 Ida May Schottenfels (* 21. Dezember 1869 in den Vereinigten Staaten; † 11. März 1942) war eine US-amerikanische Mathematikerin und Hochschullehrerin.

## Leben und Werk
Schottenfels schloss ihr Studium 1892 an der damals bereits koedukativen Northwestern University in Illinois mit einem Bachelor of Arts ab. Anschließend studierte sie an der Yale University in New Haven (Connecticut) und erwarb 1896 einen Master in Mathematik an der University of Chicago. Anschließend unterrichtete sie Mathematik an High-Schools in Chicago, am Normal College in New York und am Adrian College in Michigan. An der University of Toledo wurde sie 1910 zur Leiterin des Fachbereichs Mathematik ernannt. Sie hielt Vorträge über ihre Forschungen auf Mathematikkonferenzen sowie Sitzungen und Kolloquien der American Mathematical Society. 1908 wurde sie Fellow der American Association for the Advancement of Science.

## Veröffentlichungen (Auswahl)
- On the interchange of limit and integral for classes of functions in real, complex, and quaternionic numbers, Bulletin A. M. S. 38, 1932
- The holoedric isomorphism of the collineation group G20160, P.G[2,22], and the ternary linear fractional group, Bulletin A. M. S. 37, 1931
- The error in Hartogs’ proof of the Zermelo theorem, American M. S. Bull. 30, 1924
- Two non-isomorphic simple groups of same order 20,160", The Annals of Mathematics, 2nd Series, Vol. 1, No. 1/4, 1899–1900
- A set of generators for ternary linear groups, Bulletin of The American Mathematical Society, 1905
- Note on the necessary condition that two linear homogenous differential equations shall have common integrals, The American Mathematical Monthly, Vol. 10, No. 12, 1903